# Konstantin Sergejewitsch Lopuschanski

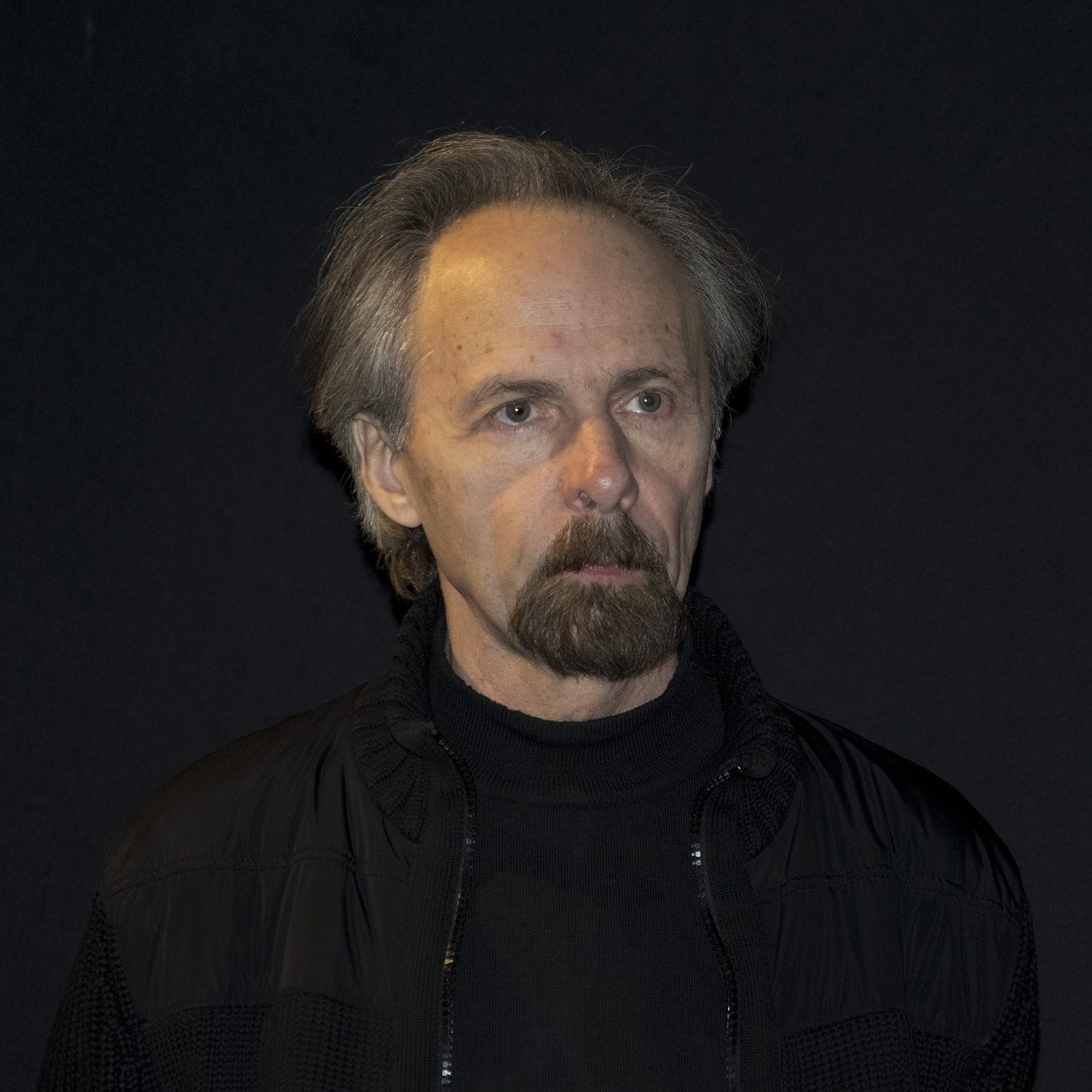
Konstantin Lopuschanski (2017)

Konstantin Sergejewitsch Lopuschanski (russisch Константин Сергеевич Лопушанский; * 12. Juni 1947 in Dnepropetrowsk, Ukrainische Sozialistische Sowjetrepublik) ist ein sowjetischer und russischer Regisseur und Drehbuchautor. 
International wurde Lopuschanski vor allem durch seinen post-apokalyptischen Film Briefe eines Toten (1986) bekannt.

## Leben
Lopuschanski machte 1970 seinen Abschluss am Staatlichen Konservatorium Kasan als Geiger und absolvierte 1973 eine Aspirantur am Leningrader  Konservatorium, die er als Kandidat der Wissenschaften abschloss. Er lehrte am Kasaner und Leningrader Konservatorium für mehrere Jahre, bevor er die Höheren Kurse für Drehbuchautoren und Filmregisseure besuchte. Nach dem Abschluss der Kurse 1979 war er Assistent von Andrei Tarkowski bei der Leitung des Films Stalker. Seit 1980 arbeitet er für das Lenfilm Filmproduktionsunternehmen als Produktionsleiter.

## Filmografie (Auswahl)
- 1980: Solo (Kurzfilm)
- 1986: Briefe eines Toten (Письма мёртвого человека)
- 1989: Der Museumsbesucher (Посетитель музея)
- 1994: Russische Symphonie (Русская симфония)
- 2001: Ende des Jahrhunderts (Конец века)
- 2006: Die hässlichen Schwäne (Гадкие лебеди)
- 2013: Die Rolle (Роль)
- 2019: Through the Black Glass (Сквозь чёрное стекло)